# Kanton Appenzell Innerrhoden
Kanton Appenzell Innerrhoden (retoromansko Appenzell Dadens, francosko Appenzell Rhodes-Intérieures, italijansko Appenzello Interno) je eden izmed 26 kantonov Švicarske konfederacije. Je eden izmed šestih kantonov, nekdaj in neuradno še vedno znanih kot »polkantoni«; njegov komplement je sosednji kanton Appenzell Ausserrhoden.
Drugi najmanjši kanton po površini in najmanjši po številu prebivalcev leži v pogorju Alpstein Appenzellskih Alp na severovzhodu Švice. Skupaj s kantonom Appenzell Ausserrhoden tvori enklavo znotraj kantona St. Gallen.
Nekdanji skupni kanton Appenzell se je švicarski konfederaciji polnopravno pridružil leta 1513. Leta 1597 se je mirno razdelil na reformirani Ausserrhoden in katoliški Innerrhoden. V času Helvetske republike je bil kanton kratkotrajno priključen tedanjemu kantonu Säntis, leta 1803 pa so bile njegove meje obnovljene.
Velja za konservativen kanton, ki je zadnji, šele leta 1991 po ukazu zveznega vrhovnega sodišča, podelil ženskam volilno pravico na kantonski ravni. V njem je bila izražena največja podpora prepovedi gradnje minaretov na referendumu leta 2009 (71 %) in najnižja podpora uzakonitvi istospolnih zakonskih zvez leta 2021 (51 %). Je eden izmed le dveh švicarskih kantonov (drugi je Glarus), kjer se še danes sklicujejo »deželne skupščine« (Landsgemeinden), letna zborovanja vseh volilnih upravičencev, na katerih se glasuje o predlogih zakonov in voli kantonalne funkcionarje. Skupščina poteka zadnjo nedeljo v aprilu in se je običajno udeleži okoli 4000 občanov.

## Prebivalstvo
Po podatkih s konca leta 2022 je imel kanton 16 416 prebivalcev. Delež tujcev, to je prijavljenih prebivalcev brez švicarskega državljanstva, je znašal 11,6 odstotka (državno povprečje 26,0 %).

## Upravna delitev
V kantonu Appenzell Innerrhoden ni delitve na občine, najnižja raven delitve so okraji (Bezirke), ki pa so po funkciji enakovredni občinam drugod v Švici. Okrajev je pet:
- Appenzell
- Gonten
- Oberegg
- Schlatt-Haslen
- Schwende-Rüte